# Бочаров, Николай Николаевич (художник)
Николай Николаевич Бочаров (21 августа 1939 года, Холмечи, Суземский район, Брянская область, РСФСР, СССР — 27 июля 2023 года, пос. Солдатово, Калининградская область, Россия) — советский и российский художник, живописец, член-корреспондент РАХ (2011).

## Биография
Родился 21 августа 1939 года на станции Холмечи Брянской области. Жил и работал в посёлке Солдатово Калининградской области.
В 1971 году — окончил Московский государственный академический художественный институт имени В. И. Сурикова, где учился у Д. К. Мочальского; затем с 1971 по 1975 годы проходил стажировку в Творческих мастерских Академии художеств СССР, под руководством Г. М. Коржева.
С 1974 года — член Союза художников СССР, России.
В 2011 году — избран членом-корреспондентом Российской академии художеств от Отделения живописи.
Николай Николаевич Бочаров умер 27 июля 2023 года.

## Творческая и общественная деятельность
Основные произведения: «Первый снег» (1972, холст, масло, 55х60,5), «Истра» (1987, холст, масло, 49х60,7), «Цветы в голубой вазе» (1997, холст, масло, 71,5х86), «Юбилей» (2009, холст, масло, 210х115), «Красный натюрморт» (2009, холст, масло, 81х105), «Весна» (2009, холст, масло, 85х116), «Автопортрет» (2010, холст, масло, 100х80), «В моём саду» (2010, холст, масло, 84х118), «Закат» (2010, холст, масло, 90х78) и другие.
Произведения находятся в коллекции Воронежского областного художественного музея имени И. Н. Крамского, Московского музея современного искусства, Калининградского областного историко-художественного музея, Музея изобразительных искусств Кузбасса, Магнитогорской картинной галерее, а также в частных собраниях России и за рубежом.
Участник международных, всероссийских, региональных выставок и пленэров с 1991 года.
Персональные выставки: «Николай Бочаров» в выставочных залах Российской академии художеств (Москва, 2012), «Погружение в творчество» в Калининградской областной научной библиотеке (2013) и другие.
Педагогическая деятельность: преподаватель живописи и рисунка в Московском государственном академическом художественном институте имени В. И. Сурикова (с 1975 года).
С 1984 по 1988 годы — член правления Союза художников СССР; с 1988 по 1992 годы — член производственной творческой комиссии секции живописи Союза художников СССР.

## Награды
- Заслуженный художник Российской Федерации (2008)
- Памятный знак Академии МВД СССР (1989)
- Премия «Признание» правительства Калининградской области за живописные произведения (2011)
- Благодарность РАХ (2011)